# Магуэ (округ)
Магуэ (မကွေးတိုင်းဒေသကြီး, Магуэй, Магве) — административная область в центральной Мьянме. Расположен между 18° 50' и 22° 47' с.ш. и между 93° 47' и 95° 55' в.д. С севера граничит с областью Сикайн, на востоке — с областью Мандалай, на юге с областью Пегу, а на западе со штатами Ракхайн и Чин.

## История
В округе найдены остатки костей ранних приматов возраста более 40 миллионов лет.
Был раскопан древний город Таундвинджи возрастом 2000 лет.
В этом округе находится знаменитая пагода Мья Тан Лван в городе Магуэ.

## Демография
Население округа составляет 5 379 497 человек, 95 % из них — бирманцы; чины, араканцы, шаны, карены представлены небольшими группами. Плотность населения — 120,02 чел./км². 98 % населения — буддисты.

## Административное деление
Округ разделён на пять районов: Магуэ (Magwe), Минбу (Minbu), Таемьо (Thayetmyo), Пакхоуку (Pakokku) и Ганго (Gangaw), 25 городов, 1696 посёлков. Административный центр — город Магуэ. Другие крупные города — Пакхоуку, Чау, Минбу, Таундуинджи.

## Экономика
В округе Магуэ разрабатывается нефть. Это основное месторождение во всей стране. Округ производит также цемент, хлопок, ткани, табак, железо и бронзу. Славится магуэйское растительное масло.
Выращивается сезам, земляной орех, рис, просо, кукуруза, подсолнечник, фасоль и бобы, табак, тодди, красный перец, лук и картофель. 
Туристская индустрия не развита.